# Râul Teslui
Râul Teslui este un curs de apă, afluent al râului Olt.
Valea Tesluiul de Reșca este paralelă cu valea Oltețului și se ramarcă printr-o albie minoră meandrată și cu terase joase bine dezvoltate la Hotărani. 